# Leptogeneze
Ve fyzikální kosmologii je leptogeneze obecný termín pro hypotetické fyzikální procesy, které produkují asymetrii mezi leptony a antileptony ve velmi raném vesmíru, což má za následek převahu leptonů nad antileptony. Obdobný mechanismus pro baryony se nazývá baryogeneze.
Leptonová a baryonová asymetrie umožňují mnohem lépe pochopit nukleosyntézu velkého třesku v pozdější době, během níž se začala tvořit lehká atomová jádra. Úspěšná syntéza lehkých prvků vyžaduje, aby ve vesmíru byla nerovnováha v počtu baryonů a antibaryonů asi o jednu částici z miliardy ve prospěch baryonů, v době když byl vesmír jen pár minut starý. Asymetrie v počtu leptonů a antileptonů není nutností pro nukleosyntézu velkého třesku. Nicméně univerzální zákon zachování náboje naznačuje, že jakákoli asymetrie mezi nabitými leptony a antileptony (elektrony, miony a tauony) by měla být stejného řádu jako baryonová asymetrie. (Pozorování výskytu prvotního helia 4 stanoví horní limit pro jakoukoli leptonovou asymetrii spočívající v neutrinech, který však není nijak přísný.)
Je třeba mít na vědomí, že v současnosti uznávaný model základních interakcí, standardní model, neumožňuje tvorbu leptonů jako takových, jelikož jeho procesy jsou vázány zákony zachování, např. zákonem zachování elektrického náboje, a tak ve všech známých procesech je vznik leptonů vždy doprovázen vznikem stejného počtu antileptonů, jak ukazují následující příklady:
γ + γ → e− + e+ (kreace páru částice a antičástice)
μ− → e− + νe + νμ (rozpad mionu)
n → p+ + e− + νe (přeměna beta)
K popisu takových možných mechanismů používá teorie leptogeneze metody oborů fyziky jako je kvantová teorie pole a statistické fyziky.
Baryogeneze a leptogeneze by také mohly být spojeny jevem, který by umožňoval převést baryonové číslo na leptonové číslo a naopak. To by z leptogeneze dělalo jeden z možných scénářů baryogeneze, neboť leptonová asymetrie může být dílem přeměněna na asymetrii baryonovou. Některé (neporuchové) konfigurace kalibračních polí, tzv. sfalerony, by mohly převádět leptony na baryony a naopak. To znamená, že takováto modifikace, navržená Andrejem Sacharovem v roce 1960, by v zásadě byla schopna poskytnout vysvětlení mechanismu k vytvoření baryonů a leptonů. Nejjednodušší verze standardního modelu však kvantitativně neumožňuje realizovat tuto možnost. Jednoduchou modifikaci standardního modelu, která by byla schopna ji umožnit, navrhli M. Fukugita a T. Yanagida.
Standardní model rozšířili přidáním pravotočivého neutrina, umožňujícího realizaci houpačkového mechanismu, a udělujícího neutrinům klidovou hmotnost. Zároveň je rozšířený model schopen spontánně vytvářet leptony rozpadem pravotočivých neutrin. Sfalerony jsou pak schopny převést spontánně generovanou leptonovou asymetrii do pozorované asymetrie baryonové.

## Další literatura
- Leptogenesis Wilfried Buchmüller, Scholarpedia, 9(3):11471.	doi:10.4249/scholarpedia.11471